# Papa da Arménia
Papa (em armênio/arménio: Պապ ou Բաբ; romaniz.: Pap ou Bab; em latim: Papa) foi rei da Armênia de 370, quando sucede sua mãe e regente Farranzém, até 374, quando é assassinado e substituído por Varasdates. Foi casado com Zarmanducte e teve dois filhos: Ársaces III e Vologases III.

## Nome
Papa é a forma latina do nome armênio Pape (Պապ) ou Babe (Բաբ), que deriva do persa médio Babe / Pape (Bāb / Pāp, "pai"), que por sua vez originou-se no iraniano antigo Babaina (*Bāb(a)-aina-; de *bāba-, "pai").